# 崔大賢
崔 大賢（チェ・デヒョン、朝鮮語: 최대현、1926年2月9日 - 1984年7月31日）は、大韓民国の弁護士、検察官、政治家。第10代韓国国会議員。本貫は海州崔氏。

## 経歴
高麗大学校予科修了、法科大学卒業。慶熙大学校大学院で法学博士を取得。現在の淑明女子大学校で政治外交学主任教授を務めた後、弁護士を開業した。その後はソウル・大邱地検部長検事、ソウル地検公安部長、ソウル高検検事、大検捜査局長兼検事、大検検事職務代理、青瓦台事情担当検事を歴任した。1974年2月5日から1978年12月25日まで第2代関税庁長を歴任した。晩年は慶熙大学校行政大学院長を務めていた。1984年7月30日、乗馬中に誤って落馬し、重体となり病院に搬送されたが、翌日に58歳で死去した。